# Chambre des représentants (Belgique)
Pour les autres articles nationaux ou selon les autres juridictions, voir Chambre des représentants.
56e législature
Palais de la Nation
La Chambre des représentants (en néerlandais : Kamer van Volksvertegenwoordigers ; en allemand : Abgeordnetenkammer) — ou plus communément la Chambre (Kamer ; Kammer) — est la chambre basse du Parlement fédéral belge siégeant au palais de la Nation, la chambre haute étant le Sénat.
L'hémicycle se compose de 150 députés répartis en deux groupes linguistiques, un groupe linguistique francophone (60 sièges) et un groupe linguistique néerlandophone (90 sièges). Il n'y a pas de groupe linguistique germanophone et les représentants élus des circonscriptions électorales de langue allemande au sein de la Chambre sont rattachés au groupe francophone.
Les députés appartiennent à l'un ou l'autre groupe en fonction de la circonscription électorale dans laquelle ils ont été élus. Jusqu'en 2010, pour les élus de l'arrondissement de Bruxelles-Hal-Vilvorde, c'est la langue dans laquelle ils prêtent serment qui détermine dans quel groupe linguistique ils se trouvent. Cette règle est toujours valable concernant les députés fédéraux issus de la circonscription bruxelloise (16 députés sur 150). Les partis peuvent également former des groupes politiques allant au-delà de la frontière linguistique.
Les lois spéciales nécessitent outre une majorité des deux tiers également une majorité dans chaque groupe linguistique afin d'être votées ou amendées. Ce n'est pas le cas pour les lois ordinaires.
En 1929, Lucie Dejardin devient la première femme députée de l'histoire de la Belgique. Le président actuel de la Chambre est le député néerlandophone Peter De Roover (N-VA).

## Système électoral
La chambre des représentants est composée de 150 sièges pourvus pour cinq ans au scrutin proportionnel plurinominal de liste avec vote préférentiel et seuil électoral de 5 % dans 11 circonscriptions électorales de 4 à 24 sièges chacune correspondant aux 10 provinces du pays plus la capitale Bruxelles. Sur les onze circonscriptions, cinq recouvrent la Flandre pour un total de 87 sièges, cinq la Wallonie pour un total de 47 sièges, la onzième circonscription étant Bruxelles pour 16 sièges,.
Après décompte des voix, les sièges sont répartis à la proportionnelle aux partis ayant franchi le seuil de 5 % selon la méthode d'Hondt. Les candidats élus de chaque liste le sont dans l'ordre décroissant du nombre de suffrages préférentiels reçu, augmenté du pot commun distribué dans l'ordre de la liste. Ce pot commun correspond à la moitié du nombre de bulletins de vote qui n'ont pas exprimé de vote préférentiel,.

## Rôle et fonctions
La Chambre des représentants est, avec le Sénat, l'une des deux assemblées législatives de Belgique au niveau fédéral ; ils constituent ensemble ce que l'on appelle parfois le « Parlement ». Ces deux assemblées forment avec le Roi, le pouvoir législatif fédéral en Belgique puisque le Roi (sous la responsabilité de ses ministres) peut émettre des projets de loi et qu'une fois votées les lois sont sanctionnées par lui. 
La Chambre se compose de 150 membres, nommés « députés », élus directement au suffrage universel pour une période de cinq ans : la « législature ». La dissolution de la Chambre des représentants peut toutefois survenir dans certains cas (telle une déclaration de révision de la Constitution) et abréger ainsi la législature.
Les députés sont soumis à un statut conçu de manière à leur permettre d’exercer idéalement leur mandat : ils bénéficient ainsi de certaines immunités (non absolues) les protégeant de poursuites ou d’actions judiciaires abusives auxquelles les exposerait l’exercice de leurs fonctions (articles 58 et 59 de la Constitution) et tombent, par ailleurs, sous le coup de certaines incompatibilités : un député ne peut, par exemple, exercer de fonction ministérielle (articles 49 à 51 de la Constitution).
La fonction législative est la plus connue de celles que doivent exercer les députés. Ils participent ainsi à l'élaboration de la loi, en votant celle-ci, mais également en prenant l'initiative de proposer des lois (on parle alors d'une loi adoptée sur initiative parlementaire). Cette fonction législative est exercée conjointement avec le Sénat et, formellement, le Roi, même si, depuis 1993, l’adoption de toutes les lois n’impose plus nécessairement le vote des deux assemblées parlementaires fédérales que sont la Chambre des représentants et le Sénat.
D'autres fonctions sont dévolues à la Chambre des représentants : ainsi en est-il, par exemple de l'approbation du budget et des traités internationaux auxquels la Belgique souscrit, ou encore du contrôle qu'elle exerce sur l'action du Gouvernement fédéral, ce contrôle est le corollaire du pouvoir de nomination du gouvernement par les députés. 
Pour l'exercice du contrôle de l'exécutif fédéral, la Chambre peut utiliser différentes techniques : interpellations parlementaires orales ou écrites, commissions d’enquêtes parlementaires, votes de confiance ou encore motions de méfiance. 
La Chambre bénéficie également d'informations que lui communiquent différentes institutions, telle la Cour des Comptes. 
Seule la Chambre (et non plus le Sénat) peut mettre le Gouvernement ou un ministre en minorité, ce qui peut conduire à leur démission, de manière directe (motion de méfiance constructive ou non) ou indirecte (absence d'accord au sein de la majorité, ce qui implique la démission d'un ministre ou du gouvernement tout entier).

## Législatures récentes
- La 56e législature de la Chambre a débuté le 10 juillet 2024, à la suite des élections législatives fédérales du 9 juin 2024.

- La 55e législature de la Chambre a débuté le 20 juin 2019, à la suite des élections législatives fédérales du 26 mai 2019.

- Depuis la 54e législature, le mandat de la Chambre a une durée fixe de 5 ans.

La 54e législature de la Chambre a débuté le 19 juin 2014, à la suite des élections législatives fédérales du 25 mai 2014. Elle a pris fin après les élections du 26 mai 2019.
- La 53e législature de la Chambre a débuté le 20 juillet 2010, à la suite des élections législatives fédérales du 13 juin 2010. Elle a pris fin après les élections du 25 mai 2014.